# Mellantjärnen (Tuna socken, Medelpad, 691333-155589)
Mellantjärnen är en sjö i Sundsvalls kommun i Medelpad och ingår i Ljungans huvudavrinningsområde.